# Benedik Mioč
Benedik Mioč (Osijek, 6 ottobre 1994) è un calciatore croato, centrocampista del Miedź Legnica.

## Caratteristiche tecniche
È un mediano.

## Carriera

### Club
Il 21 gennaio 2020 viene ufficializzato il suo trasferimento tra le file del Sheriff Tiraspol. 
Nell'agosto 2021 si accasa nel Hrvatski Dragovoljac. 
Il 27 agosto, alla settima giornata di campionato contro il Slaven Belupo, con un tiro da circa 30 metri porta la prima vittoria della stagione segnando la prima rete personale con i Crni nonché l'unica della partita.

### Nazionale
Ha giocato nella nazionale croata Under-19.

## Statistiche

### Cronologia presenze e reti in nazionale
| Cronologia completa delle presenze e delle reti in nazionale ― Croazia under 19 | Cronologia completa delle presenze e delle reti in nazionale ― Croazia under 19 | Cronologia completa delle presenze e delle reti in nazionale ― Croazia under 19 | Cronologia completa delle presenze e delle reti in nazionale ― Croazia under 19 | Cronologia completa delle presenze e delle reti in nazionale ― Croazia under 19 | Cronologia completa delle presenze e delle reti in nazionale ― Croazia under 19 | Cronologia completa delle presenze e delle reti in nazionale ― Croazia under 19 | Cronologia completa delle presenze e delle reti in nazionale ― Croazia under 19 |
| Data                                                                            | Città                                                                           | In casa                                                                         | Risultato                                                                       | Ospiti                                                                          | Competizione                                                                    | Reti                                                                            | Note                                                                            |
| ------------------------------------------------------------------------------- | ------------------------------------------------------------------------------- | ------------------------------------------------------------------------------- | ------------------------------------------------------------------------------- | ------------------------------------------------------------------------------- | ------------------------------------------------------------------------------- | ------------------------------------------------------------------------------- | ------------------------------------------------------------------------------- |
| 5-2-2013                                                                        | Costrena                                                                        | Croazia under 19                                                                | 2 – 2                                                                           | Francia under 19                                                                | Amichevole                                                                      | -                                                                               | 60’                                                                             |
| Totale                                                                          |                                                                                 | Presenze                                                                        | 1                                                                               |                                                                                 | Reti                                                                            | 0                                                                               |                                                                                 |